# Una escuela en Cerro Hueso
Una escuela en Cerro Hueso es una película documental argentina dirigida por Betania Cappato.
La cinta fue nominada a mejor ópera prima en la 71° edición de los Premios Cóndor de Plata.

## Sinopsis
Tras numerosos rechazos, Julia y Antonio, los padres de Ema, encuentran por fin un lugar seguro para su hija, diagnosticada de autismo. En la cariñosa comunidad de la nueva escuela primaria de una pequeña ciudad a orillas del río Paraná, Ema puede observar tranquilamente y explorar el mundo a su propio ritmo. La película sigue atentamente los pequeños pasos de Ema, que se convierten en momentos mágicos en los que la solidaridad se manifiesta de las formas más inesperadas.

## Elenco
- Mara Bestelli como Julia
- Pablo Seijo como Antonio

## Premios y nominaciones
| Premio                  | Fecha              | Categoría         | Nominado                   | Resultado | Ref.  |
| ----------------------- | ------------------ | ----------------- | -------------------------- | --------- | ----- |
| Premios Cóndor de Plata | 22 de mayo de 2023 | Mejor ópera prima | Una escuela en Cerro Hueso | Nominado  | [ 1 ] |